# Spring Breakers
Spring Breakers je americký film natočený v roce 2012 režisérem Harmony Korine, s herci v hlavních rolích: Selena Gomezová, Vanessa Hudgens, Ashley Benson, Rachel Korine, a James Franco. Příběh pojednává o čtyřech vysokoškolských studentkách, které se rozhodly vykrást fast food, aby měly peníze na zaplacení jarních prázdnin.

## Děj
Faith (Selena Gomezová), Candy (Vanessa Hudgens), Brit (Ashley Benson), a Cotty (Rachel Korine) jsou nejlepší kamarádky už od základní školy. Bydlí spolu na koleji a chtějí zažít nějaké dobrodružství. Na jarní prázdniny chtějí odjet na Floridu, tak se rozhodnou vykrást restauraci, aby měly z čeho svůj výlet zaplatit. Během pobytu na Floridě je na párty zadrží policie, a za držení drog skončí ve vězení. Alien (James Franco), dealer drog a zbraní, za ně zaplatí kauci, aby pro něj na oplátku odvedly špinavou práci.

## Obsazení
| James Franco    | Alien  |
| Selena Gomezová | Faith  |
| Vanessa Hudgens | Candy  |
| Ashley Benson   | Brit   |
| Rachel Korine   | Cotty  |
| Heather Morris  | Bess   |
| Ash Lendzion    | Forest |
| Gucci Mane      | Archie |

## Produkce
Harmony Korine uvedl, že napsal scénář k filmu Spring Breakers částečně proto, aby si vynahradil všechny svoje jarní prázdniny, během kterých se věnoval skateboardingu a přišel tedy o příležitosti k prožití nezapomenutelných zážitků, které prožili jeho spolužáci na Floridě. Původní obsazení hlavních ženských rolí mělo být: Jessica Bielová, Vanessa Hudgens, Rachel Korine a Emma Roberts. Jessica Bielová a Emma Roberts ale nakonec ve filmu nepůsobí kvůli neshodám, které se nepodařilo vyřešit. Postava, kterou ve filmu hraje James Franco je inspirována Floridským rapperem jménem Dangerous.

## Přijetí
Film vydělal 14,1 milionů dolarů v Severní Americe a 17,6 milionů dolarů v ostatních oblastech, celkově tak vydělal 31 milionů dolarů po celém světě. Rozpočet filmu činil 50 milionů dolarů. Za první víkend docílil šesté nejvyšší návštěvnosti, kdy vydělal 4,8 milionů dolarů.
Film získal pozitivní kritiku. Na recenzní stránce Rotten Tomatoes získal z 168 započtených recenzí 66 procent. Na serveru Metacritic snímek získal z 40 recenzí 63bodů ze sta. Na Česko-Slovenské filmové databázi snímek získal 49%.

## Domácí video
Ačkoliv se zatím Spring Breakers nedostali v České republice na DVD ani Blu-ray disky, je možné je zístat nově přes iTunes Store s českými titulky.

## Soundtrack
Spring Breakers je soundtrack album stejnojmenného filmu, vydané 19. března 2013.

Pro představu je možné soundtrack alespoň částečně poslechnout online
| Pořadí         | Název                                   | Autor                              | Délka |
| -------------- | --------------------------------------- | ---------------------------------- | ----- |
| 1.             | Scary Monsters and Nice Sprites         | Skrillex                           | 2:56  |
| 2.             | Rise and Shine Little Bitch             | Cliff Martinez a Skrillex          | 0:35  |
| 3.             | Pretend It's A Video Game               | Cliff Martinez                     | 2:47  |
| 4.             | With You, Friends (Long Drive)          | Skrillex                           | 3:18  |
| 5.             | Hangin' With Da Dopeboys                | Dangeruss a James Franco           | 2:53  |
| 6.             | Bikinis & Big Booties Y'all             | Cliff Martinez a Skrillex          | 3:06  |
| 7.             | Never Gonna Get This Pussy              | Cliff Martinez                     | 2:40  |
| 8.             | Goin' In (Skrillex Goin' Down Mix)      | Birdy Nam Nam                      | 3:19  |
| 9.             | Fuck This Industry                      | Waka Flocka Flame                  | 3:27  |
| 10.            | Smell This Money (Original Mix)         | Skrillex                           | 2:38  |
| 11.            | Park Smoke                              | Skrillex                           | 4:01  |
| 12.            | Young Niggas                            | Gucci Mane a Waka Flocka Flame     | 3:44  |
| 13.            | Your Friends Ain't Gonna Leave With You | Cliff Martinez                     | 3:14  |
| 14.            | Ride Home                               | Skrillex                           | 2:55  |
| 15.            | Big Bank (feat. French Montana)         | Meek Mill, Pill, Torch a Rick Ross | 3:38  |
| 16.            | Son Of Scary Monsters                   | Cliff Martinez a Skrillex          | 3:40  |
| 17.            | Big 'Ol Scardy Pants                    | Cliff Martinez                     | 3:08  |
| 18.            | Scary Monsters On Strings               | Skrillex                           | 3:11  |
| 19.            | Lights                                  | Ellie Goulding                     | 4:08  |
| Celková délka: | Celková délka:                          | Celková délka:                     | 41:06 |

## Recenze
- Filmserver.cz | Recenze Spring Breakers - 9/10
- Fanmovie.cz | Breakers - sexy jarní trip[nedostupný zdroj] - 90 %
- moviescreen.cz | Breakers - v bikinách s růžovou kuklou a nabitým kvérem[nedostupný zdroj] - 85 %
- aktualne.centrum.cz | Pod povrchem povrchnosti je zábava budoucnosti - 85 %
- TotalFilm.cz | Drsné jarní prázdniny pro drsné holčičky bez culíčků[nedostupný zdroj] - 70 %
- | Recenze Spring Breakers - 60 %
- Feministický magazín online | Prázdninový holky s bouchačkama překračují sociální normy: recenze Spring Breakers Archivováno 25. 4. 2013 na Wayback Machine.